# Tom’s Hardware
Tom’s Hardware ist ein Online-Magazin der Purch Group mit dem Fokus auf Technik und Informatik. Es wurde 1996 von Thomas Pabst gegründet.

## Inhalt
Zu dem Angebot gehören Artikel, Nachrichten, Preisvergleiche, Videos und Rezensionen zu Computerhardware, Spielkonsolen und anderer Technologie. Tom’s Hardware hat ebenfalls ein Forum und vorgestellte Blogs. Das Forum ist eines der weltweit führenden Foren für Technik und Hardware-Themen und besteht weltweit aus Millionen von Mitgliedern, die aktiv an Diskussionen teilnehmen. So tauschen sich die Mitglieder unter anderem über Ideen, System-Builds und Tipps zur Fehlerbehebung aus. Im Abschnitt „Build Your Own“ können die Leser lernen, wie sie ihre eigenen Computer bauen können. Die Seite gibt es in mehreren Sprachen, darunter Englisch, Deutsch, Dänisch, Finnisch, Französisch, Italienisch, Russisch und Türkisch. Abgesehen von den fortlaufenden Artikelveröffentlichungen, ist sie für ihre Overclocking-Meisterschaften und andere Wettbewerbe bekannt.

## Geschichte
Tom’s Hardware wurde im April 1996 als Tom’s Hardware Guide von Thomas Pabst gegründet. Im September 2007 begann die Seite mit der Nutzung der Domain tomshardware.com, gefolgt von mehreren fremdsprachigen Versionen, darunter Italienisch, Französisch, Finnisch und Russisch, basierend auf Franchise-Vereinbarungen.
Während die ersten Labortests in Deutschland und Kalifornien stattfanden, findet ein Großteil der Tests von Tom’s Hardware nun in New York und einem Werk in Ogden, Utah statt, das der Muttergesellschaft Purch gehört.
Im April 2007 wurde die Seite von der französischen Firma Bestofmedia Group übernommen. Im Juli 2013 wurde diese Firma von TechMediaNetwork erworben, die im April 2014 in Purch umbenannt wurde. Die Seite feierte im Mai 2016 ihren 20. Geburtstag.
Die deutsche Seite sollte aufgrund der neuen Datenschutz-Grundverordnung geschlossen werden, wurde aber als eigenständige Seite mit einer exklusiven Lizenz für die lokale Nutzung des Markennamens (tomshw.de) ab März 2018 fortgeführt unter der gotIT! Tech Media GmbH.
Im Juli 2019 wurde die Lizenz zurückgegeben. Gleichzeitig startete der deutsche Chefredakteur und technische Redakteur der gotIT! Tech Media GmbH Igor Wallossek seine eigene Internetseite und einen eigenen Youtube-Kanal.

## Redaktion
Avram Piltch ist der aktuelle Chefredakteur von Tom’s Hardware. Bevor er im Jahr 2018 begann, arbeitete er für die Schwesterseiten Tom’s Guide und Laptop Mag. Zuvor hatte John A. Burek, früher bei Computer Shopper, kurz die Rolle eingenommen.
Burek folgte Fritz Nelson, der von August 2014 bis 2017 diente. Weitere ehemalige Chefredakteure waren:
- Chris Angelini (Juli 2008–Juli 2014)
- Patrick Schmid (2005–2006)
- David Strom (2005)
- Omid Rahmat (1999–2003)
- und Gründer Thomas Pabst (1996–2001)[11]